# أبو قرع
أبو قرع (بالإنجليزية: Sheltopusik)‏ (الاسم العلمي: Pseudopus apodus) نوع من السحالي عديمة الأرجل تنتمي لفصيلة البدغيات من الزواحف، يُطلق عليها تسميات عدّة منها: سحلية أوروبية عديمة الأرجل، سحلية أوروبية زجاجية، أو سحلية بالاس الزجاجية، تنتشر من جنوب أوروبا وحتى آسيا الوسطى.